# Y a-t-il un flic pour sauver le président ?
Série
Y a-t-il un flic pour sauver la reine ?
(1988) Y a-t-il un flic pour sauver Hollywood ? 
(1994)
Pour plus de détails, voir Fiche technique et Distribution.
Y a-t-il un flic pour sauver le président ? ou L'agent fait la farce 2½ : L'Odeur de la peur au Québec et Nouveau-Brunswick (The Naked Gun 2½: The Smell of Fear) est un film comique américain réalisé par David Zucker en 1991.
C'est la suite du film Y a-t-il un flic pour sauver la reine ? (1988).

## Synopsis
Trois ans après, séparé de Jane (qui n'est pas venue à leur mariage), Frank Drebin continue sa traque des malfaiteurs et, en raison de ses états de service, il est accueilli à la Maison-Blanche pour un dîner organisé par le président au cours duquel doivent être abordées les questions énergétiques. Il retrouve Jane qui est devenue l'assistante du professeur Meinheimer mais cette dernière s'est fiancée à Quentin Hapsburg. Ce dernier trempe dans de sombres histoires dans lesquelles le professeur Meinheimer est impliqué bien malgré lui.

## Fiche technique
Sauf indication contraire, les informations mentionnées dans cette section peuvent être confirmées par la base de données cinématographiques IMDb,  présente dans la section « Liens externes ».
- Titre original : The Naked Gun 2½: The Smell of Fear
- Titre français : Y a-t-il un flic pour sauver le président ?
- Titre québécois : L'agent fait la farce 2 1/2: L'odeur de la peur
- Réalisation : David Zucker
- Scénario : David Zucker et Pat Proft
- Musique : Ira Newborn
- Décors : John J. Lloyd
- Costumes : Taryn De Chellis
- Photographie : Robert M. Stevens
- Montage : Christopher Greenbury et James R. Symons
- Production : Robert K. Weiss
- Coproducteur : John D. Schofield
- Producteurs délégués : Jerry Zucker, Jim Abrahams et Gil Netter
- Producteurs associés : Michael Ewing et Robert LoCash
- Sociétés de production : Paramount Pictures
- Sociétés de distribution :  Paramount Pictures,  United International Pictures (UIP)
- Budget : 23 000 000 $ (USD) (estimation)
- Pays d'origine :  États-Unis
- Langue originale : Anglais
- Format : couleur (Technicolor) - 35 mm - 1.85:1 - son Dolby Stéréo
- Genre : Comédie policière
- Durée : 85 minutes
- Dates de sortie[1] :
  -  États-Unis : 27 juin 1991 (Avant-première) (Los Angeles, Californie)
  -  États-Unis : 28 juin 1991
  -  France : 11 septembre 1991
- Classification : Tous publics en France

## Distribution
- Leslie Nielsen (VF : Jean-Claude Michel) : le lieutenant Frank Drebin
- Priscilla Presley (VF : Céline Monsarrat) : Jane (Jeanne en VF) Spencer
- George Kennedy (VF : Benoît Allemane) : Ed Hocken
- O. J. Simpson (VF : Olivier Granier) : Nordberg
- Robert Goulet (VF : Igor De Savitch) : Quentin Hapsburg
- Richard Griffiths (VF : Albert Augier) : le Dr Albert Meinheimer / Earl Hacker
- Anthony James (VF : Patrice Keller) : Hector Savage (Sauvage en VF)
- Jacqueline Brookes (VF : Liliane Gaudet) : la commissaire Brumford
- Ed Williams (VF : Gérard Dournel) : Ted Olsen
- Lloyd Bochner (VF : Roland Ménard) : Terence Baggett
- Tim O'Connor (VF : Georges Berthomieu) : Donald Fenswick
- Peter Mark Richman (VF : Michel Derain) : Arthur Dunwell
- John Roarke (VF : Jacques Brunet) : George H. W. Bush
- Margery Ross : Barbara Bush
- Peter Van Norden (VF : Jacques Frantz) : John Sununu
- Don Pugsley : Le voyou de l'entrepôt
- William Woodson : le présentateur de la publicité Hexagon Oil
- Mel Tormé : lui-même
- Zsa Zsa Gabor (VF : Monique Tarbès) : elle-même
- Vitamin C : la chanteuse de blues
- "Weird Al" Yankovic : le voyou au commissariat
- Gina Mastrogiacomo : la vendeuse du sex shop
- Raynor Scheine : un des voyous de l'explosion
- John Fleck : un des voyous de l'explosion
- Ryan Harrison : le fils de la scène du barbecue
- David Zucker : Davy Crockett
- Robert K. Weiss : l'obstétricien

## Analyse